# Nazionale maschile di calcio del Portogallo
La nazionale di calcio del Portogallo (in portoghese Seleção Portuguesa de Futebol) è la rappresentativa calcistica del Portogallo ed è gestita dalla Federação Portuguesa de Futebol.
Nella sua bacheca figurano un campionato europeo (2016) e due UEFA Nations League (2018-2019, 2024-2025).
Esordì nella fase finale del campionato del mondo nell'edizione del 1966, conclusa al terzo posto, che è a tutt'oggi il miglior piazzamento della nazionale nella competizione; tornò in semifinale quarant'anni dopo, a Germania 2006, edizione in cui si classificò quarta. Al campionato d'Europa, su nove partecipazioni, per otto volte è arrivata almeno ai quarti di finale, e per cinque volte è arrivata nei primi quattro posti (nel 1984, 2000, 2004, 2012 e 2016). Conta inoltre una partecipazione alla Confederations Cup, a Russia 2017, torneo concluso al terzo posto.
Nella graduatoria FIFA, in vigore da agosto 1993, la migliore posizione che ha occupato il Portogallo è il 3º posto, raggiunto per la prima volta nel maggio 2010, mentre il peggior posizionamento è il 43º posto, occupato nell'agosto 1998. Attualmente occupa il 6º posto della graduatoria.

## Storia

### Gli esordi: anni venti
Il primo avversario della nazionale portoghese fu l'unico Paese confinante con il Portogallo, cioè la Spagna, con cui nascerà una rivalità storica tanto da far definire tale incontro il "derby iberico". Un'altra sentita rivalità è con il Brasile, in quanto i due paesi condividono la lingua ufficiale: il portoghese.
Il Portogallo esordì il 18 novembre 1921 contro la Spagna, vittoriosa per 3-1. Ottenne la prima vittoria battendo l'Italia per 1-0 il 18 giugno 1925.

### Dagli anni trenta agli anni cinquanta
Dopo alcuni anni in cui disputò solo partite amichevoli, fu invitato a partecipare alle Olimpiadi di Amsterdam del 1928, a cui presero parte le migliori nazionali di calcio del mondo. Il torneo è considerato l'antesignano della prima edizione della coppa del mondo di calcio, la cui prima edizione si tenne due anni più tardi. Nel turno preliminare contro il Cile il Portogallo andò in svantaggio di due reti, ma vinse l'incontro con il punteggio di 4-2 e guadagnò l'accesso al primo turno, dove batté per 2-1 la Jugoslavia. Nei quarti di finale fu sconfitto dall'Egitto per 2-1 ed eliminato.
La squadra lusitana non fu invitata a partecipare al mondiale del 1930, per il quale non erano previsti turni di qualificazione. Fece il suo esordio nella rassegna mondiale nelle qualificazioni al mondiale del 1934, ma l'11 marzo 1934 perse contro la Spagna per 9-0 allo stadio Chamartín di Madrid e una settimana dopo per 2-1 nel ritorno allo stadio do Lumiar di Lisbona. Stessa sorte toccò ai portoghesi nelle qualificazioni al mondiale del 1938: il 1º maggio 1938 una sconfitta per 2-1 contro la Svizzera in campo neutro, a Milano, condannò i lusitani all'eliminazione.
Fino al 1950 non si disputarono altre edizioni della coppa del mondo e durante gli anni '40 la Seleção portoghese disputò poche partite; in particolare, il 25 maggio 1947, allo stadio nazionale di Jamor di Lisbona, il Portogallo uscì sconfitto per 10-0 dall'Inghilterra. Il Portogallo fallì la qualificazione al mondiale del 1950: messo ancora una volta di fronte alla Spagna, perse per 5-1 a Madrid e pareggiò per 2-2 nel ritorno a Lisbona. Mancò l'accesso anche al mondiale del 1954: contro l'Austria perse per 9-1 in trasferta e pareggiò a reti bianche a Lisbona. Non si qualificò neppure per il mondiale del 1958: inserita in un girone con Irlanda del Nord e Italia, pareggiò per 1-1 a Lisbona contro i nordirlandesi, perse a Belfast per 3-0, vinse per 3-0 in casa contro l'Italia contro la quale di seguito perse a Milano per 3-0; con tre punti in classifica, si piazzò terza, a due punti di distanza dall'Irlanda del Nord vittoriosa nel girone.

### Anni sessanta

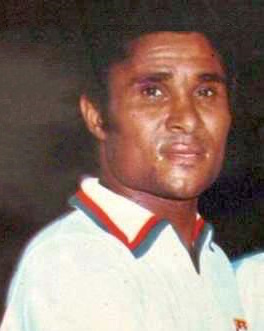
Eusébio indossa la fascia di capitano del Portogallo contro l' nel 1972

Nel campionato europeo del 1960, la prima edizione dell'europeo, il Portogallo fu eliminato prima della fase finale. Dopo aver eliminato la Germania Est (battuta per 2-0 in trasferta e per 3-2 a Porto), ebbe la peggio nei quarti di finale contro la Jugoslavia, battuta per 2-1 in Portogallo ma vittoriosa per 5-1 a Belgrado.
Nei primi anni '60 il calcio portoghese era in forte crescita. L'ossatura della nazionale lusitana era formata da Mário Coluna, dal fuoriclasse di origine mozambicana Eusébio, da José Augusto e da António Simões, che rappresentavano i quattro quinti dell'attacco del Benfica campione d'Europa nel 1962.
Il secondo posto nel girone di qualificazione al mondiale del 1962 con Inghilterra e Lussemburgo condannò i lusitani all'eliminazione: vinta la prima partita contro il Lussemburgo (6-0), il Portogallo pareggiò per 1-1 contro gli inglesi, perse poi per 4-2 contro il Lussemburgo e per 2-0 contro gli inglesi.
Il campionato europeo del 1964 aveva la medesima formula dell'edizione precedente. Nel turno preliminare il Portogallo se la vide con la Bulgaria: persa per 3-1 la partita di andata a Sofia, i lusitani vinsero per 3-1 a Lisbona. Nella "bella", giocata in campo neutro a Roma, il Portogallo fu sconfitto per 1-0 a causa di un gol subito nei minuti finali.
Nel 1964 il Portogallo fu invitato a partecipare alla Taça das Nações, competizione organizzata dalla Confederação Brasileira de Desportos per celebrare il cinquantennio della sua fondazione. Al torneo presero parte le quattro nazionali che avevano le migliori probabilità di vincere l'imminente mondiale del 1966: Brasile, Argentina, Inghilterra e Portogallo. Il torneo, strutturato secondo un girone all'italiana, si svolse a Rio de Janeiro e San Paolo tra la fine di maggio e l'inizio di giugno. Il 31 maggio il Portogallo perse per 2-0 contro l'Argentina al Maracanã di Rio de Janeiro, il 4 giugno pareggiò per 1-1 contro l'Inghilterra al Pacaembu di San Paolo e il 7 giugno fu travolto per 4-1 dal Brasile al Maracanã. Concluse il torneo al terzo posto, a pari punti con gli inglesi e con la stessa differenza reti.
Il Portogallo vinse il girone di qualificazione al mondiale del 1966 con quattro vittorie, un pareggio e una sconfitta, precedendo in classifica Cecoslovacchia, Romania e Turchia e qualificandosi per la prima volta nella sua storia per la fase finale di un mondiale: i lusitani ottennero risultati di rilievo, tra cui le vittorie per 1-0 in Cecoslovacchia e in Turchia e una vittoria per 5-1 in casa contro i turchi.
L'avvio del mondiale in Inghilterra fu convincente. Con tre vittorie nella fase a gironi, contro Ungheria (3-1), Bulgaria (3-0) e Brasile (3-1) la squadra guidata dalla stella Eusébio vinse il proprio raggruppamento e si qualificò per i quarti di finale, dove vinse contro la Corea del Nord per 5-3, con quaterna di Eusébio, dopo essersi trovata in svantaggio per 3-0. In semifinale il Portogallo capitolò contro l'Inghilterra padrona di casa e poi campione, che si impose per 2-1 a Wembley, dove la partita fu spostata inaspettatamente (era inizialmente prevista a Liverpool). Nella finale per il terzo posto i lusitani sconfissero l'Unione Sovietica per 2-1, guadagnando la medaglia di bronzo. Eusébio, con 9 centri in 6 partite, fu il miglior marcatore del torneo.
Inserita in un girone di qualificazione al campionato europeo del 1968 comprendente anche Bulgaria, Norvegia e Svezia, il Portogallo non riuscì a qualificarsi, piazzandosi secondo con sei punti, quattro in meno della Bulgaria, con un bilancio di 2 vittorie (entrambe per 2-1 contro la Norvegia), 2 pareggi e 2 sconfitte.

### Anni settanta
Il Portogallo non si risollevò neanche nelle qualificazioni al mondiale del 1970. Grecia, Romania e Svizzera precedettero nel girone i lusitani, capaci di conquistare quattro punti (1 vittoria, 2 pareggi e 3 sconfitte), quattro in meno della Romania capolista.
Nel girone di qualificazione all'europeo del 1972 la squadra portoghese si piazzò seconda alle spalle del Belgio e davanti a Danimarca e Scozia, con 7 punti (due in meno dei belgi) e 3 vittorie ottenute contro Danimarca (1-0 in trasferta e 5-0 in casa) e Scozia (2-0 in casa). Non si qualificò per la fase finale della competizione.
Nel 1972 il Portogallo prese parte alla Coppa d'Indipendenza Brasiliana, organizzata in occasione del 150º anniversario dell'indipendenza del Brasile dal Portogallo. Con quattro vittorie i lusitani vinsero uno dei tre gironi di prima fase precedendo Cile (battuto per 4-1), Irlanda (2-1), Ecuador (3-0) e Iran (3-0). Vinsero anche uno dei due gironi di seconda fase precedendo Argentina (battuta per 3-1), Unione Sovietica (2-1) e Uruguay (1-1), con due vittorie e un pareggio. Nella finale contro il Brasile, disputata al Maracanã di Rio de Janeiro, il Portogallo perse per 1-0, con un gol subito a un minuto dalla fine della partita.
In vista del mondiale del 1974 il Portogallo fu sorteggiato in un girone non complicato, ma non riuscì a sconfiggere la Bulgaria (2-2) nella partita decisiva e fallì dunque la qualificazione. In sei partite ottenne sette punti, frutto di 2 vittorie, entrambe contro Cipro (4-0 in casa e 1-0 a Nicosia), 3 pareggi e una sconfitta. Si piazzò secondo, dietro la Bulgaria e davanti a Irlanda del Nord e Cipro.
Il Portogallo fu assente anche alla fase finale del mondiale del 1978. La squadra si classificò seconda a due punti da una forte Polonia, precedendo Danimarca e Cipro nel girone di qualificazione.

### Anni ottanta
Inserito nel girone con Austria, Belgio, Norvegia e Scozia nelle qualificazioni a Euro 1980, il Portogallo si piazzò terzo con 9 punti, tre in meno rispetto al Belgio capolista. Le quattro vittorie ottenute, tra cui il 2-1 in terra austriaca e l'1-0 in casa contro la Scozia, non furono sufficienti a qualificarsi per la fase finale dell'europeo, in programma in Italia.
Messo di fronte a Israele, Irlanda del Nord, Scozia e Svezia nel girone di qualificazione al mondiale del 1982, il Portogallo concluse quarto con sette punti, quattro in meno della capolista. Le vittorie contro Scozia (2-1), Irlanda del Nord (1-0) e Israele (3-0), tutte ottenute in casa, non bastarono per qualificarsi al mondiale.
Dopo un lungo periodo senza gloria, il Portogallo si ripresentò alla fase finale dell'europeo del 1984 dopo aver vinto il girone di qualificazione con Finlandia, Polonia e la favorita Unione Sovietica. Nella decisiva gara disputata in casa all'ultima giornata i lusitani prevalsero per 1-0 con un gol realizzato nei minuti finali. Con 10 punti e 5 vittorie si qualificarono per la fase finale a spese dei sovietici, sopravanzandoli di un punto in classifica. Il Portogallo finì poi nel gruppo B con Spagna, Germania Ovest e Romania. Dopo il pareggio a reti bianche contro i tedeschi occidentali e l'1-1 contro la Spagna, si assicurò il passaggio alla fase a eliminazione diretta battendo per 1-0 i rumeni con un gol di Tamagnini Nené. Nella semifinale contro i padroni di casa della Francia, i portoghesi andarono in svantaggio, ma riequilibrarono l'incontro dopo un'ora di gioco. Ai supplementari il Portogallo si portò in vantaggio, ma la Francia lo raggiunse al 114º minuto e segnò il gol della vittoria al 119º.
Nelle qualificazioni al campionato mondiale del 1986 il Portogallo se la vide con Cecoslovacchia, Malta, Svezia e Germania Ovest. Nell'ultima partita, contro la Germania Ovest a Stoccarda, aveva bisogno di una vittoria e la conseguì, diventando la prima nazionale capace di battere i tedeschi occidentali in casa loro in un match ufficiale. La compagine lusitana non superò, però, il primo turno del mondiale messicano poiché quarta e ultima classificata nel girone. Vinta la prima partita contro l'Inghilterra (1-0), fu poi sconfitta da Polonia (1-0) e Marocco (3-1). Ad essere ripescata fu la Polonia (giunta terza). La partecipazione della nazionale al torneo fu segnata dal cosiddetto "caso Saltillo", dal nome della città messicana dove la nazionale lusitana alloggiava. Alcuni calciatori si rifiutarono di allenarsi tra la prima e la seconda partita in polemica con la federcalcio portoghese, a cui avevano chiesto premi di maggiore entità in caso di vittoria.
Il Portogallo mancò poi la qualificazione al campionato d'Europa 1988, piazzandosi terzo in un girone di qualificazione comprendente anche Italia, Malta, Svezia e Svizzera.

### Anni novanta

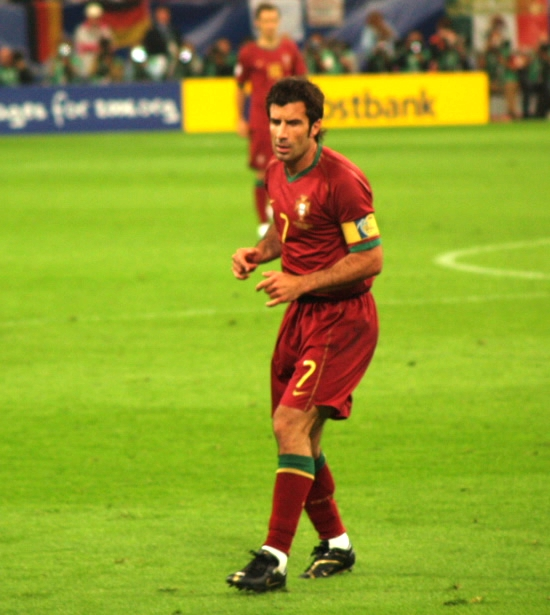
Luís Figo, qui con la fascia di capitano del Portogallo in una partita del, è quarto nella classifica di presenze con la maglia della nazionale portoghese

A gettare le basi per il rilancio furono le affermazioni delle squadre giovanili negli anni novanta. Nel 1989 la panchina della nazionale maggiore fu affidata a Carlos Queiroz, reduce dagli importanti successi ottenuti con l'Under-21, un'edizione del mondiale Under-20 e tre europei Under-17. I protagonisti dei successi giunsero alla ribalta anche con la nazionale maggiore. I principali nomi erano quelli di Rui Costa, Fernando Couto, João Pinto e Luís Figo.
Le qualificazioni al campionato del mondo 1990 misero il Portogallo di fronte a Belgio, Cecoslovacchia, Lussemburgo e Svizzera. I portoghesi cercarono di conquistare il primo o il secondo posto, validi per l'accesso alla fase finale del torneo, in programma in Italia, ma nell'ultima partita non andarono oltre lo 0-0 in casa contro la Cecoslovacchia, che così si qualificò come seconda classificata a spese dei lusitani.
Paesi Bassi, Grecia, Finlandia e Malta furono le avversarie del Portogallo sul cammino verso il campionato d'Europa 1992 in programma in Svezia. I portoghesi, che pure riuscirono a battere per 1-0 i forti olandesi allo stadio das Antas di Porto nella seconda partita del girone, nell'ottobre del 1990, alla fine si classificarono secondi proprio dietro l'Olanda, che nell'ottobre del 1991 aveva vendicato la sconfitta dell'andata prevalendo per 1-0 al De Kuip di Rotterdam. Per i portoghesi fatale si rivelò, a conti fatti, la sconfitta patita in Grecia (3-2) nel gennaio 1991. Il Portogallo concluse il girone con undici punti, due in meno della capolista, con un bilancio di 5 vittorie, un pareggio e 2 sconfitte.
Nonostante i successi conseguiti con le giovanili, Queiroz non riuscì a traghettare la nazionale maggiore verso la fase finale del campionato del mondo 1994. Sorteggiato in un gruppo con Estonia, Italia, Malta, Scozia e Svizzera, il Portogallo si piazzò terzo dietro italiani e svizzeri. Al termine della fallimentare campagna di qualificazione a USA '94, conclusa il 17 novembre 1993 con una sconfitta per 1-0 a San Siro contro l'Italia, Queiroz si dimise in polemica con la federazione, invitata a "fare pulizia delle porcherie che ha al suo interno".
La nazionale fu temporaneamente affidata a Nelo Vingada, che rimase in carica dal 14 dicembre 1993 al 30 giugno 1994. Con lui in panchina la squadra giocò in trasferta due amichevoli contro Spagna (2-2, 19 gennaio 1994) e Norvegia (0-0, 20 aprile 1994).
Nel settembre 1994 fece il suo esordio sulla panchina lusitana António Oliveira.
Nel gennaio 1995 il Portogallo fu invitato a partecipare alla SkyDome Cup con i padroni di casa del Canada e i campioni d'Europa in carica della Danimarca, che in realtà scendevano in campo con una selezione dei migliori calciatori danesi militanti nella massima serie del campionato nazionale. La competizione amichevole, che prevedeva un girone all'italiana, si disputò al Rogers Centre di Toronto, noto come SkyDome. Nella prima partita i portoghesi pareggiarono per 1-1 contro i canadesi, poi vinsero per 1-0 contro i danesi, aggiudicandosi così il torneo.
Al campionato d'Europa 1996 il Portogallo arrivò in modo autorevole, vincendo il girone di qualificazione comprendente anche Austria, Lettonia, Liechtenstein, Irlanda del Nord e Irlanda. In Inghilterra, dopo il pareggio per 1-1 contro la Danimarca, vinse per 1-0 contro la Turchia e batté per 3-0 la Croazia, guadagnando l'accesso ai quarti di finale da prima classificata. Ai quarti di finale il Portogallo fu sconfitto (1-0) ed eliminato dalla Rep. Ceca.
Il CT Oliveira lasciò il posto al rientrante Artur Jorge.
Con 5 vittorie, 4 pareggi e una sconfitta il Portogallo si piazzò terzo nel suo girone e fallì la qualificazione al campionato del mondo 1998. I lusitani si classificarono dietro Germania (distante tre punti) e Ucraina (distante un solo punto) e davanti ad Armenia, Irlanda del Nord e Albania. Il secondo posto avrebbe portato la squadra ai play-off di qualificazione.
Nel dicembre 1997 il ruolo di CT fu assunto da Humberto Coelho.

### Anni 2000

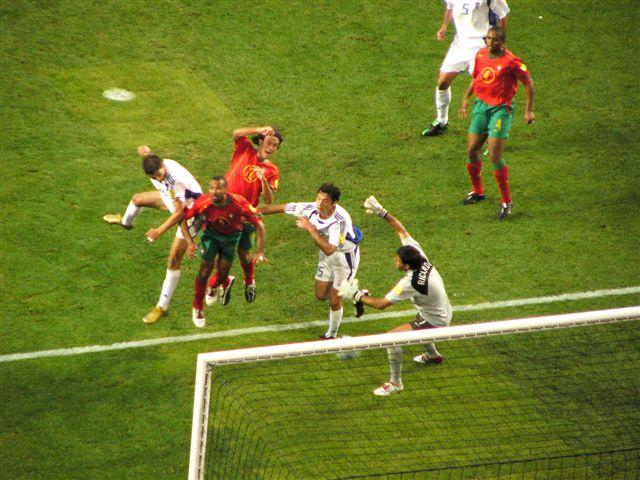
Angelos Charisteas mette a segno il gol che decide in favore della la finale del contro il Portogallo padrone di casa

La compagine lusitana si qualificò all'europeo 2000 in qualità di miglior seconda classificata dei gruppi, avendo terminato il proprio raggruppamento con un punto di ritardo dalla Romania.
Nella fase finale ritrovò proprio i romeni e vinse il girone sconfiggendo l'Inghilterra (3-2), la Romania (1-0) e la Germania (3-0), chiudendo così il proprio girone a punteggio pieno. Rimase negli annali il 3-0 contro i tedeschi, campioni in carica, firmato da una tripletta di Sérgio Conceição. Ai quarti di finale ebbe la meglio sulla Turchia, battuta per 2-0 con una doppietta di Nuno Gomes. In semifinale il Portogallo passò in vantaggio, ma fu raggiunto e cedette alla Francia, che lo eliminò dopo tempi supplementari grazie ad un golden goal su calcio di rigore di Zinédine Zidane (2-1), a tre minuti dai tiri di rigore. Il fallo di mano di Abel Xavier sanzionato dall'arbitro suscitò le vibranti proteste dello stesso Xavier, di Nuno Gomes, autore del gol del momentaneo vantaggio, e di Paulo Jorge Gomes Bento. I tre furono squalificati rispettivamente per nove, otto e sei mesi dalla UEFA per aver spintonato l'arbitro austriaco Günter Benkö e alla federcalcio portoghese fu irrogata una multa di 70.000 sterline.
Nell'autunno 1999 l'UEFA aveva assegnato allo stesso Portogallo l'organizzazione della successiva rassegna continentale.
Dopo l'europeo di Belgio e Olanda, António Oliveira fece ritorno in panchina, conducendo i rossoverdi a qualificarsi per il mondiale 2002. Il Portogallo vinse il girone di qualificazione al mondiale nippo-coreano con Irlanda, Olanda, Estonia, Cipro e Andorra. Chiuse a 24 punti (7 vittorie, 3 pareggi e nessuna sconfitta) come gli irlandesi, ma con una migliore differenza reti.
L'esordio nella fase finale della Coppa del mondo riservò un'inattesa sconfitta contro gli Stati Uniti (2-3), seguita dalla netta vittoria per 4-0 contro la Polonia. Una sconfitta di misura con la Corea del Sud (1-0) in una partita segnata da polemiche arbitrali e conclusa in nove uomini a causa di due espulsioni precluse ai lusitani (cui sarebbe stato sufficiente un pareggio) la qualificazione agli ottavi, turno cui ebbero invece accesso gli stessi asiatici. A seguito del fallimento la federazione affidò la panchina a Luiz Felipe Scolari, laureatosi pochi mesi prima campione del mondo con il Brasile.
Il campionato europeo casalingo del 2004 rappresentava un'occasione di grande spessore per i lusitani, che però, qualificati d'ufficio alla manifestazione, al debutto persero inopinatamente contro la Grecia di Otto Rehhagel. Gli ellenici, in vantaggio di due gol fino ai minuti di recupero, si imposero per 2-1, subendo solo nel finale il gol dei portoghesi, realizzato dal diciannovenne Cristiano Ronaldo, astro nascente che mise a segno la sua prima marcatura in una nazionale in cui aveva esordito l'anno prima. Il passaggio del turno fu comunque ottenuto grazie alle vittorie contro Russia e Spagna, rispettivamente per 2-0 e 1-0, che consentirono ai lusitani di chiudere il girone al primo posto. Nella fase a eliminazione diretta i padroni di casa ebbero la meglio sull'Inghilterra ai tiri di rigore (2-2 dopo i tempi supplementari) ai quarti di finale e sull'Olanda per 2-1 in semifinale, conseguendo una storica qualificazione alla finale dello stadio da Luz di Lisbona, dove si presentarono come favoriti. Un'ulteriore sconfitta di misura (1-0) contro i greci, autentica rivelazione del torneo, impedì tuttavia ai portoghesi di sollevare il trofeo.
A testimonianza dell'ottimo stato di forma del calcio portoghese, emersero comunque vari talenti, come il già citato Ronaldo, Deco, Ricardo Carvalho, Paulo Ferreira e Simão. 
Alla fine del torneo molti dei giocatori della generazione d'oro portoghese si ritirarono, compreso Luís Figo, che poco dopo tornò, però, sui propri passi. Il contratto di Scolari fu prolungato per altri due anni e la squadra fu affidata al talento di Cristiano Ronaldo, destinato a diventare uno dei migliori calciatori del mondo.
I lusitani presero parte anche al campionato del mondo del 2006, distinguendosi per il 7-1 inflitto alla Russia nelle eliminatorie. Con una squadra di discreta caratura tecnica Scolari vinse a punteggio pieno il girone battendo Angola per 1-0, Iran per 2-0 e Messico per 2-1. Agli ottavi di finale, a Norimberga, superò i Paesi Bassi per 1-0 (in una gara contraddistinta dalle numerose ammonizioni) e ai quarti di finale l'Inghilterra, sconfitta nuovamente ai tiri di rigore (3-1 dopo lo 0-0 dei tempi supplementari). Riapprodata in semifinale a 40 anni dall'ultima volta, la squadra lusitana si arrese (come già capitato all'europeo 2000) alla Francia: un rigore di Zidane assicurò ai transalpini la finalissima, costringendo i portoghesi a competere con la Germania per la piazza d'onore. Come nel 1966, fu ottenuto il quarto posto: i tedeschi vinsero infatti per 3-1. Il contratto del CT Scolari fu ancora una volta prolungato per altri due anni.
Il secondo posto nel gruppo di qualificazione dietro la Polonia (con 7 vittorie, 6 pareggi e una sconfitta e un punto in meno dei polacchi) valse ai portoghesi la qualificazione al campionato d'Europa 2008 in Austria e Svizzera. Nel girone di prima fase, battute Turchia (2-0) e Rep. Ceca (3-1), la squadra di Scolari perse l'ultima partita contro la Svizzera per 2-0 e nei quarti di finale fu costretta a vedersela con la Germania. Vinsero i tedeschi per 3-2, lasciando ancora una volta ai portoghesi l'amaro in bocca. A luglio Scolari annunciò le proprie dimissioni dopo cinque anni alla guida della nazionale e al suo posto fu chiamato nuovamente Carlos Queiroz.

### Anni 2010: i primi trofei
Concluso il girone di qualificazione al campionato del mondo 2010 dietro la Danimarca e davanti a Svezia, Ungheria, Albania e Malta con un bilancio di 5 vittorie, 4 pareggi e una sconfitta, il Portogallo affrontò la Bosnia ed Erzegovina nei play-off. Vinse con lo stesso punteggio (1-0) sia in casa sia in trasferta e staccò il biglietto per il Sudafrica, coronando un decennio di qualificazioni consecutive ai maggiori tornei internazionali.
Sorteggiato nel girone con Brasile, Costa d'Avorio e Corea del Nord, il Portogallo pareggiò a reti bianche contro gli ivoriani, sconfisse per 7-0 i nordcoreani e pareggiò a reti bianche contro il Brasile in un match che qualificò ambedue le squadre alla fase successiva. Agli ottavi di finale il Portogallo, reduce da 19 partite consecutive senza sconfitte, con soli 3 gol concessi, perse contro la Spagna per 1-0 e fu eliminato. Il CT Queiroz fu criticato per l'atteggiamento tattico, giudicato dalla stampa portoghese troppo cauto.
Alla fine del Mondiale si ritirarono dalla nazionale Simão, Paulo Ferreira, Miguel e Tiago. A Queiroz fu comminata una squalifica di sei mesi, poi annullata dal TAS di Losanna, per aver ostacolato un controllo anti-doping a sorpresa di alcuni addetti UEFA, insultati dal tecnico il 16 maggio 2010 quando si erano presentati a sorpresa nel ritiro della nazionale lusitana prima del mondiale in Sudafrica. Il coinvolgimento nella vicenda e l'avvio difficile nelle prime due partite di qualificazione al campionato d'Europa 2012 furono tra i motivi che, il 9 settembre 2010, indussero la federazione a sollevare Queiroz dall'incarico. Al suo posto venne chiamato Paulo Bento, ex centrocampista della nazionale.

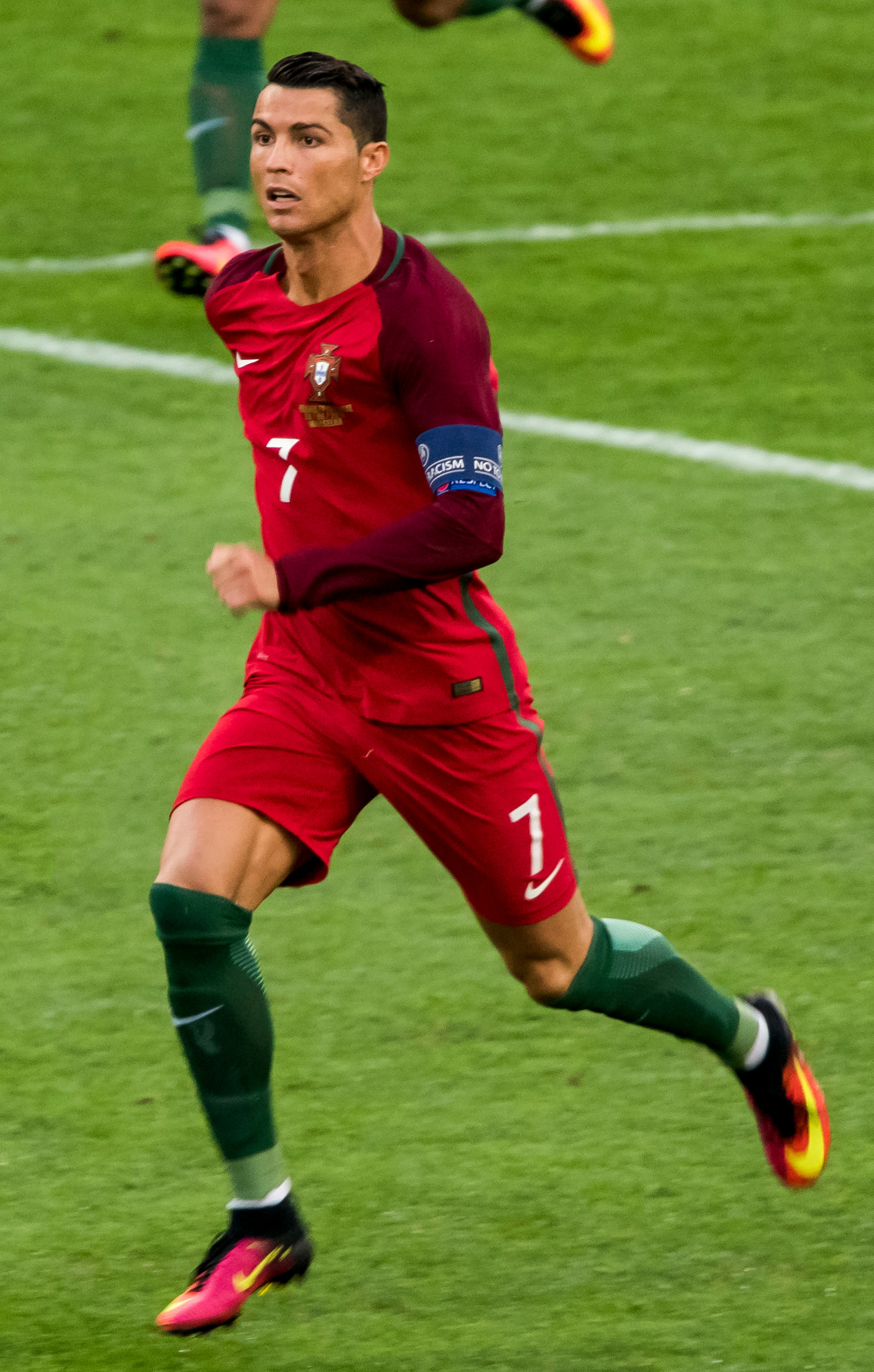
Cristiano Ronaldo, primatista di presenze e reti con il Portogallo

Bento condusse la nazionale lusitana alla qualificazione al campionato europeo 2012 tramite i play-off. Giunto secondo dietro la Danimarca e davanti a Norvegia (a pari punti e risultati negli scontri diretti con i portoghesi, ma con una peggiore differenza reti), Islanda e Cipro con 5 vittorie, un pareggio e 2 sconfitte in otto partite, il Portogallo ebbe accesso all'Europeo eliminando ancora una volta la Bosnia ed Erzegovina: gli slavi, dopo un pareggio a reti bianche all'andata, vennero battuti per 6-2 nel ritorno a Lisbona.
Nella fase finale del campionato europeo, in Polonia e Ucraina, il Portogallo affrontò la Germania (che vinse per 1-0), la Danimarca (sconfitta in rimonta per 3-2) e l'Olanda (sconfitta in rimonta per 2-1) e si qualificò ai quarti di finale come seconda nel girone. Dopo aver sconfitto la Repubblica Ceca (1-0) ai quarti, in semifinale si trovò nuovamente di fronte alla Spagna, che ancora una volta ebbe la meglio sui portoghesi, stavolta dopo i tiri di rigore (0-0 dopo i tempi supplementari), e li eliminò dal torneo.
Classificatosi secondo ad un punto dalla Russia nel girone con Israele, Azerbaigian, Irlanda del Nord e Lussemburgo (6 vittorie, 3 pareggi e una sconfitta), il Portogallo si qualificò per il campionato del mondo 2014 battendo la Svezia ai play-off (vittorie per 1-0 in casa e 3-2 in trasferta). In Brasile la compagine lusitana rimediò una cocente eliminazione al primo turno. Come all'Europeo di due anni prima, la formazione esordì capitolando di fronte ai tedeschi: il 4-0 rappresenta il peggior passivo mai registrato dalla squadra nella storia del torneo. La disfatta compromise il percorso, poiché il 2-2 con gli Stati Uniti e la vittoria sul Ghana (2-1, con le speranze di superamento del turno ridotte ormai al lumicino) non furono sufficienti per qualificarsi agli ottavi. I portoghesi, per passare, avevano infatti bisogno che l'altra partita del girone non finisse in parità. Malgrado la sconfitta contro la Germania per 1-0, furono però gli Stati Uniti a superare il turno a scapito dei portoghesi, a pari punti ma con una peggiore differenza reti rispetto alla nazionale a stelle e strisce. Nonostante il fallimento, Bento non fu esonerato.
Il CT si dimise, tuttavia, l'11 settembre, quattro giorni dopo la sconfitta interna contro l'Albania nella partita di debutto nelle qualificazioni al campionato d'Europa 2016, dove il Portogallo affrontò Danimarca, Serbia, Albania e Armenia. Il 23 settembre fu sostituito da Fernando Santos, che condusse i lusitani a vincere il girone proprio davanti agli albanesi, grazie a sette vittorie nelle altrettante partite rimanenti.
La fase finale del torneo vide il Portogallo ottenere dapprima tre pareggi, contro Islanda (1-1), Austria (0-0) e Ungheria (3-3), comunque sufficienti a garantire il passaggio del turno come una delle migliori terze, come previsto dal nuovo regolamento dell'Europeo allargato a 24 squadre. Sconfiggendo la Croazia per 1-0 dopo i tempi supplementari agli ottavi di finale e la Polonia ai tiri di rigore (1-1 dopo 120 minuti di gioco) ai quarti, il Portogallo approdò in semifinale: mai era successo, dall'edizione 1996, che una formazione entrasse tra le prime quattro del campionato d'Europa senza aver battuto alcuna avversaria nei tempi regolamentari. L'unica vittoria dei lusitani maturata nei 90 minuti fu contro il Galles in semifinale (2-0). Il 10 luglio 2016 il Portogallo, anche se privo della sua stella Ronaldo, uscito dopo 25 minuti di gioco per infortunio, vinse il suo primo trofeo internazionale, piegando in finale i padroni di casa della Francia con un gol di Éder nei supplementari.

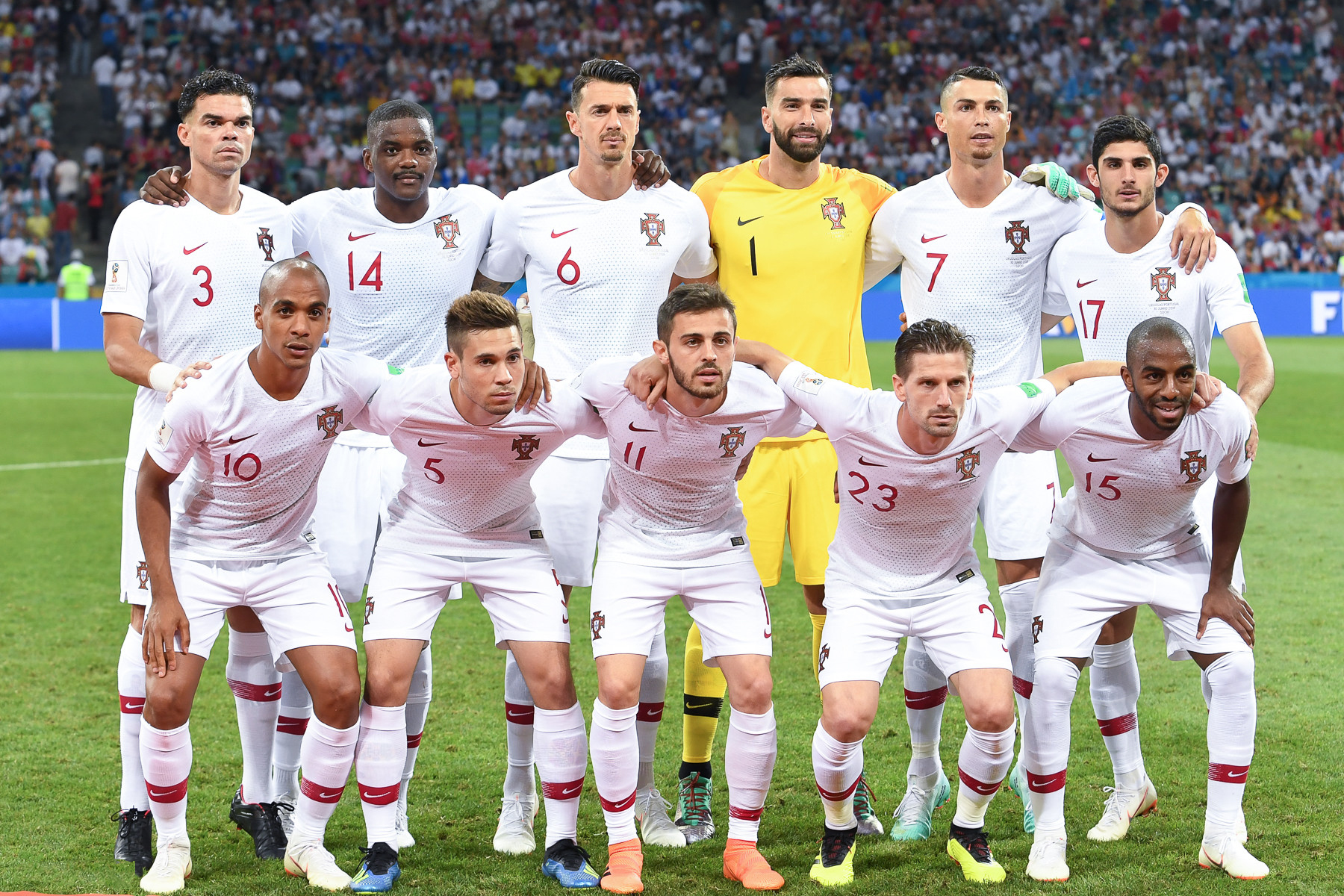
La nazionale portoghese che affrontò l' al campionato mondiale 2018

Il successo qualificò i portoghesi per la Confederations Cup 2017 in Russia, dove i lusitani fecero il proprio esordio nella competizione. Vinto il girone di prima fase grazie ad un pareggio (2-2 al debutto contro il Messico) e due vittorie (1-0 contro la Russia e 4-0 contro la Nuova Zelanda), la squadra di Santos perse la semifinale contro il Cile (0-0 dopo i tempi supplementari, 3-0 dopo i tiri di rigore, con i portoghesi che fallirono tutti e tre i tiri). Nella finale di consolazione la nazionale portoghese vinse per 2-1 dopo i tempi supplementari contro il Messico, concludendo così il torneo al terzo posto.
Gli allora campioni d'Europa presero parte anche al campionato mondiale del 2018, qualificandosi direttamente grazie al primo posto, ottenuto per una migliore differenza reti rispetto alla Svizzera, nel girone che comprendeva anche Ungheria, Fær Øer, Lettonia e Andorra, con un bilancio di 9 vittorie e una sconfitta in 10 partite. Nella fase finale del Mondiale, in Russia, i portoghesi debuttarono nel derby iberico, in cui una tripletta di Ronaldo consentì di cogliere un pari (3-3) contro la Spagna. Un altro gol dell'attaccante (del quale, in quella stessa estate, ebbe luogo lo storico trasferimento dalla società spagnola del Real Madrid a quella italiana della Juventus) eliminò il Marocco (1-0), mentre il pareggio contro l'Iran (1-1) assicurò gli ottavi di finale. I lusitani furono poi eliminati agli ottavi di finale dall'Uruguay, perdendo per 2-1.
Nell'autunno 2018 la compagine lusitana disputò l'edizione inaugurale della UEFA Nations League, in cui chiuse al primo posto il girone con Italia e Polonia. L'accesso alle finali fu assicurato da un pareggio al Meazza contro gli azzurri, che nutrivano residue speranze di qualificazione. La semifinale dello stadio do Dragão oppose i portoghesi alla Svizzera, battuta per 3-1 con una tripletta di Cristiano Ronaldo. Nella finale, disputata il 9 giugno 2019 allo stadio do Dragão, il Portogallo sconfisse i Paesi Bassi per 1-0 (rete di Gonçalo Guedes), vincendo così l'edizione inaugurale della UEFA Nations League.

### Anni 2020: il bis in UEFA Nations League
In seguito il Portogallo fu impegnato nelle qualificazioni al campionato d'Europa 2020, cui ebbe accesso classificandosi secondo nel girone, vinto dall'Ucraina, che chiuse da imbattuta e inflisse ai portoghesi la loro unica sconfitta nel raggruppamento. Per la fase finale del torneo, tenutasi nel 2021, il Portogallo fu sorteggiato in un complicato girone con Germania, Ungheria e Francia e terminò terzo in classifica, a pari punti con i tedeschi, avvantaggiati dallo scontro diretto. Risultando tra le quattro migliori terze, la squadra lusitana si qualificò agli ottavi di finale, dove fu eliminata dal Belgio (1-0).
La seconda edizione della UEFA Nations League vide i lusitani, campioni in carica nel torneo, eliminati dopo la prima fase, a causa della decisiva sconfitta patita alla penultima giornata del girone in casa contro la Francia, che ottenne la prima posizione a scapito proprio del Portogallo.
Nelle qualificazioni al campionato del mondo 2022 il Portogallo si piazzò secondo nel girone vinto dalla Serbia, perdendo il primato a causa dell'unica sconfitta subita, quella casalinga con i serbi all'ultima giornata. Approdò così agli spareggi, dove eliminò la Turchia in semifinale e la Macedonia del Nord in finale, accedendo a Qatar 2022. La fase a gironi della UEFA Nations League 2022-2023 riservò, invece, un epilogo amaro: i lusitani, perdendo l'ultimo decisivo incontro in casa contro la Spagna (0-1) pur avendo due risultati su tre a disposizione, chiusero al secondo posto il proprio girone e mancarono l'accesso alla final four del torneo. Nella fase finale del mondiale qatariota, tra novembre e dicembre 2022, la squadra superò la fase a gironi come prima classificata nel proprio raggruppamento, battendo Ghana (3-2) e Uruguay (2-0) e perdendo, a qualificazione già ottenuta, contro la Corea del Sud (1-2); superata agevolmente la Svizzera agli ottavi di finale (6-1), i lusitani capitolarono contro la sorpresa Marocco ai quarti di finale (0-1), patendo l'eliminazione, a seguito della quale il CT Santos venne sollevato dall'incarico e sostituito dallo spagnolo Roberto Martínez.
L'11 settembre 2023 il Portogallo vinse per 9-0 contro il Lussemburgo, stabilendo la sua vittoria più larga di sempre.
La qualificazione al campionato d'Europa 2024 fu ottenuta in modo molto convincente, con dieci vittorie in dieci partite, 36 gol fatti e solo 2 subiti nel girone eliminatorio, chiuso al primo posto. Nel girone della fase finale i portoghesi vinsero contro la Rep. Ceca (2-1) e la Turchia (2-0) e, a primo posto già ottenuto, persero contro la Georgia (2-0), per poi eliminare la Slovenia agli ottavi di finale (3-0 ai tiri di rigore dopo lo 0-0 dei tempi supplementari) e uscire dal torneo contro la Francia ai quarti (5-3 ai tiri di rigore dopo lo 0-0 dei 120 minuti).
In seguito il Portogallo si aggiudicò la UEFA Nations League 2024-2025, in cui, dopo il primo posto nel girone davanti alla Croazia (con 4 vittorie e 2 pareggi), eliminò la Danimarca ai quarti (5-3 tra andata e ritorno), la Germania padrona di casa in semifinale (2-1) e in finale, all'Allianz Arena di Monaco di Baviera, batté la Spagna campione d'Europa in carica per 5-3 ai tiri di rigore (2-2 dopo i tempi supplementari).

## Colori e simboli
La divisa di gioco riprende i colori della bandiera locale, ovvero il rosso e il verde cui occasionalmente viene aggiunto il giallo. Dal 2025 lo sponsor tecnico è Puma, che ha sostituito Nike dopo una lunga partnership iniziata nel 1997. In precedenza sono stati fornitori di divise da gioco la Olympic e, prima del 1994, Adidas.
Sopra lo stemma della Federazione campeggiano cinque cerchi, in riferimento agli altrettanti regni conquistati dal re Alfonso I (1109-1185). In ragione di tale fatto, la Nazionale è soprannominata "Seleção das Quinas" ("la squadra dei cinque").

### Divise storiche
| Mondiali 1966 | Mondiali 1966                                                           | Mondiali 1966 | Mondiali 1966 |
| --- | ----------------------------------------------------------------------- | ------------- | ------------- |
| Casa | Trasferta                                                               |               |               |
| Manica sinistra · Manica sinistra · Maglietta · Maglietta · Manica destra · Manica destra · Pantaloncini · Calzettoni | Manica sinistra · Maglietta · Manica destra · Pantaloncini · Calzettoni |               |               |
| Nessun fornitore |                                                                         |               |               |

| Europei 1984 | Europei 1984 | Europei 1984 | Europei 1984 |
| --- | --- | ------------ | ------------ |
| Casa | Trasferta |              |              |
| Manica sinistra · Manica sinistra · Maglietta · Maglietta · Manica destra · Manica destra · Pantaloncini · Pantaloncini · Calzettoni · Calzettoni | Manica sinistra · Manica sinistra · Maglietta · Maglietta · Manica destra · Manica destra · Pantaloncini · Pantaloncini · Calzettoni · Calzettoni |              |              |
| adidas | |              |              |

| Mondiali 1986 | Mondiali 1986 | Mondiali 1986 | Mondiali 1986 |
| --- | --- | ------------- | ------------- |
| Casa | Trasferta |               |               |
| Manica sinistra · Manica sinistra · Maglietta · Maglietta · Manica destra · Manica destra · Pantaloncini · Pantaloncini · Calzettoni · Calzettoni | Manica sinistra · Manica sinistra · Maglietta · Maglietta · Manica destra · Manica destra · Pantaloncini · Pantaloncini · Calzettoni · Calzettoni |               |               |
| adidas | |               |               |

| Europei 1996 | Europei 1996 | Europei 1996 | Europei 1996 |
| --- | --- | ------------ | ------------ |
| Casa | Trasferta |              |              |
| Manica sinistra · Manica sinistra · Maglietta · Maglietta · Manica destra · Manica destra · Pantaloncini · Pantaloncini · Calzettoni | Manica sinistra · Manica sinistra · Maglietta · Maglietta · Manica destra · Manica destra · Pantaloncini · Pantaloncini · Calzettoni |              |              |
| Olympic | |              |              |

| 1998 | 1998 | 1998 | 1998 |
| --- | --- | ---- | ---- |
| Casa | Trasferta |      |      |
| Manica sinistra · Manica sinistra · Maglietta · Maglietta · Manica destra · Manica destra · Pantaloncini · Pantaloncini · Calzettoni | Manica sinistra · Manica sinistra · Maglietta · Maglietta · Manica destra · Manica destra · Pantaloncini · Pantaloncini · Calzettoni |      |      |
| Nike | |      |      |

| Europei 2000 | Europei 2000 | Europei 2000 | Europei 2000 |
| --- | --- | ------------ | ------------ |
| Casa | Trasferta |              |              |
| Manica sinistra · Manica sinistra · Maglietta · Maglietta · Manica destra · Manica destra · Pantaloncini · Pantaloncini · Calzettoni | Manica sinistra · Manica sinistra · Maglietta · Maglietta · Manica destra · Manica destra · Pantaloncini · Pantaloncini · Calzettoni |              |              |
| Nike | |              |              |

| Mondiali 2002 | Mondiali 2002                                                                                      | Mondiali 2002 | Mondiali 2002 |
| --- | -------------------------------------------------------------------------------------------------- | ------------- | ------------- |
| Casa | Trasferta                                                                                          |               |               |
| Manica sinistra · Manica sinistra · Maglietta · Maglietta · Manica destra · Manica destra · Pantaloncini · Pantaloncini · Calzettoni | Manica sinistra · Maglietta · Maglietta · Manica destra · Pantaloncini · Pantaloncini · Calzettoni |               |               |
| Nike | |               |               |

| Europei 2004 | Europei 2004 | Europei 2004 | Europei 2004 |
| --- | --- | ------------ | ------------ |
| Casa | Trasferta |              |              |
| Manica sinistra · Manica sinistra · Maglietta · Maglietta · Manica destra · Manica destra · Pantaloncini · Pantaloncini · Calzettoni · Calzettoni | Manica sinistra · Manica sinistra · Maglietta · Maglietta · Manica destra · Manica destra · Pantaloncini · Pantaloncini · Calzettoni · Calzettoni |              |              |
| Nike | |              |              |

| Mondiali 2006 | Mondiali 2006 | Mondiali 2006 | Mondiali 2006 |
| --- | --- | ------------- | ------------- |
| Casa | Trasferta |               |               |
| Manica sinistra · Manica sinistra · Maglietta · Maglietta · Manica destra · Manica destra · Pantaloncini · Pantaloncini · Calzettoni · Calzettoni | Manica sinistra · Manica sinistra · Maglietta · Maglietta · Manica destra · Manica destra · Pantaloncini · Pantaloncini · Calzettoni |               |               |
| Nike | |               |               |

| Europei 2008                                                                        | Europei 2008                                                                        | Europei 2008 | Europei 2008 |
| ----------------------------------------------------------------------------------- | ----------------------------------------------------------------------------------- | ------------ | ------------ |
| Casa                                                                                | Trasferta                                                                           |              |              |
| Manica sinistra · Maglietta · Maglietta · Manica destra · Pantaloncini · Calzettoni | Manica sinistra · Maglietta · Maglietta · Manica destra · Pantaloncini · Calzettoni |              |              |
| Nike                                                                                |                                                                                     |              |              |

| Mondiali 2010 | Mondiali 2010 | Mondiali 2010 | Mondiali 2010 |
| --- | --- | ------------- | ------------- |
| Casa | Trasferta |               |               |
| Manica sinistra · Manica sinistra · Maglietta · Maglietta · Manica destra · Manica destra · Pantaloncini · Pantaloncini · Calzettoni · Calzettoni | Manica sinistra · Manica sinistra · Maglietta · Maglietta · Manica destra · Manica destra · Pantaloncini · Pantaloncini · Calzettoni · Calzettoni |               |               |
| Nike | |               |               |

| Europei 2012 | Europei 2012                                                                        | Europei 2012 | Europei 2012 |
| --- | ----------------------------------------------------------------------------------- | ------------ | ------------ |
| Casa | Trasferta                                                                           |              |              |
| Manica sinistra · Manica sinistra · Maglietta · Maglietta · Manica destra · Manica destra · Pantaloncini · Calzettoni · Calzettoni | Manica sinistra · Maglietta · Maglietta · Manica destra · Pantaloncini · Calzettoni |              |              |
| Nike |                                                                                     |              |              |

| Mondiali 2014 | Mondiali 2014 | Mondiali 2014 | Mondiali 2014 |
| --- | --- | ------------- | ------------- |
| Casa | Trasferta |               |               |
| Manica sinistra · Manica sinistra · Maglietta · Maglietta · Manica destra · Manica destra · Pantaloncini · Pantaloncini · Calzettoni | Manica sinistra · Manica sinistra · Maglietta · Maglietta · Manica destra · Manica destra · Pantaloncini · Calzettoni |               |               |
| Nike | |               |               |

| Europei 2016 | Europei 2016 | Europei 2016 | Europei 2016 |
| --- | --- | ------------ | ------------ |
| Casa | Trasferta |              |              |
| Manica sinistra · Manica sinistra · Maglietta · Maglietta · Manica destra · Manica destra · Pantaloncini · Pantaloncini · Calzettoni · Calzettoni | Manica sinistra · Manica sinistra · Maglietta · Maglietta · Manica destra · Manica destra · Pantaloncini · Pantaloncini · Calzettoni · Calzettoni |              |              |
| Nike | |              |              |

| Mondiali 2018 | Mondiali 2018 | Mondiali 2018 | Mondiali 2018 |
| --- | --- | ------------- | ------------- |
| Casa | Trasferta |               |               |
| Manica sinistra · Manica sinistra · Maglietta · Maglietta · Manica destra · Manica destra · Pantaloncini · Pantaloncini · Calzettoni · Calzettoni | Manica sinistra · Manica sinistra · Maglietta · Maglietta · Manica destra · Manica destra · Pantaloncini · Pantaloncini · Calzettoni · Calzettoni |               |               |
| Nike | |               |               |

| Europei 2020 | Europei 2020 | Europei 2020 | Europei 2020 |
| --- | --- | ------------ | ------------ |
| Casa | Trasferta |              |              |
| Manica sinistra · Manica sinistra · Maglietta · Maglietta · Manica destra · Manica destra · Pantaloncini · Pantaloncini · Calzettoni · Calzettoni | Manica sinistra · Manica sinistra · Maglietta · Maglietta · Manica destra · Manica destra · Pantaloncini · Pantaloncini · Calzettoni · Calzettoni |              |              |
| Nike | |              |              |

| Mondiali 2022 | Mondiali 2022 | Mondiali 2022 | Mondiali 2022 |
| --- | --- | ------------- | ------------- |
| Casa | Trasferta |               |               |
| Manica sinistra · Manica sinistra · Maglietta · Maglietta · Manica destra · Manica destra · Pantaloncini · Pantaloncini · Calzettoni · Calzettoni | Manica sinistra · Manica sinistra · Maglietta · Maglietta · Manica destra · Manica destra · Pantaloncini · Pantaloncini · Calzettoni · Calzettoni |               |               |
| Nike | |               |               |

## Allenatori
- 1925-1926: Ribeiro dos Reis
- 1926-1929: Cândido de Oliveira
- 1929-1930: A. Maia Lourenço
- 1930-1931: Laurindo Grijó
- 1931-1932: Tavares da Silva
- 1932-1933: Salvador do Carmo
- 1933-1935: Ribeiro dos Reis
- 1935-1945: Cândido de Oliveira
- 1945-1947: Tavares da Silva
- 1947-1948: Virginio Paula
- 1948-1949: Armando Sampaio
- 1949-1951: Salvador do Carmo
- 1951-1952: Tavares da Silva
- 1952-1953: Cândido de Oliveira
- 1953-1954: Salvador do Carmo
- 1954-1955: Fernando Vaz
- 1955-1957: Tavares da Silva
- 1957-1961: José Maria Antunes
- 1961-1962: Armando Ferreira
- 1962-1964: José Maria Antunes
- 1964-1967: Manuel Da Luz Alfonso
- 1967-1968: José Gomes da Silva
- 1968-1970: José Maria Antunes
- 1970-1972: José Gomes da Silva

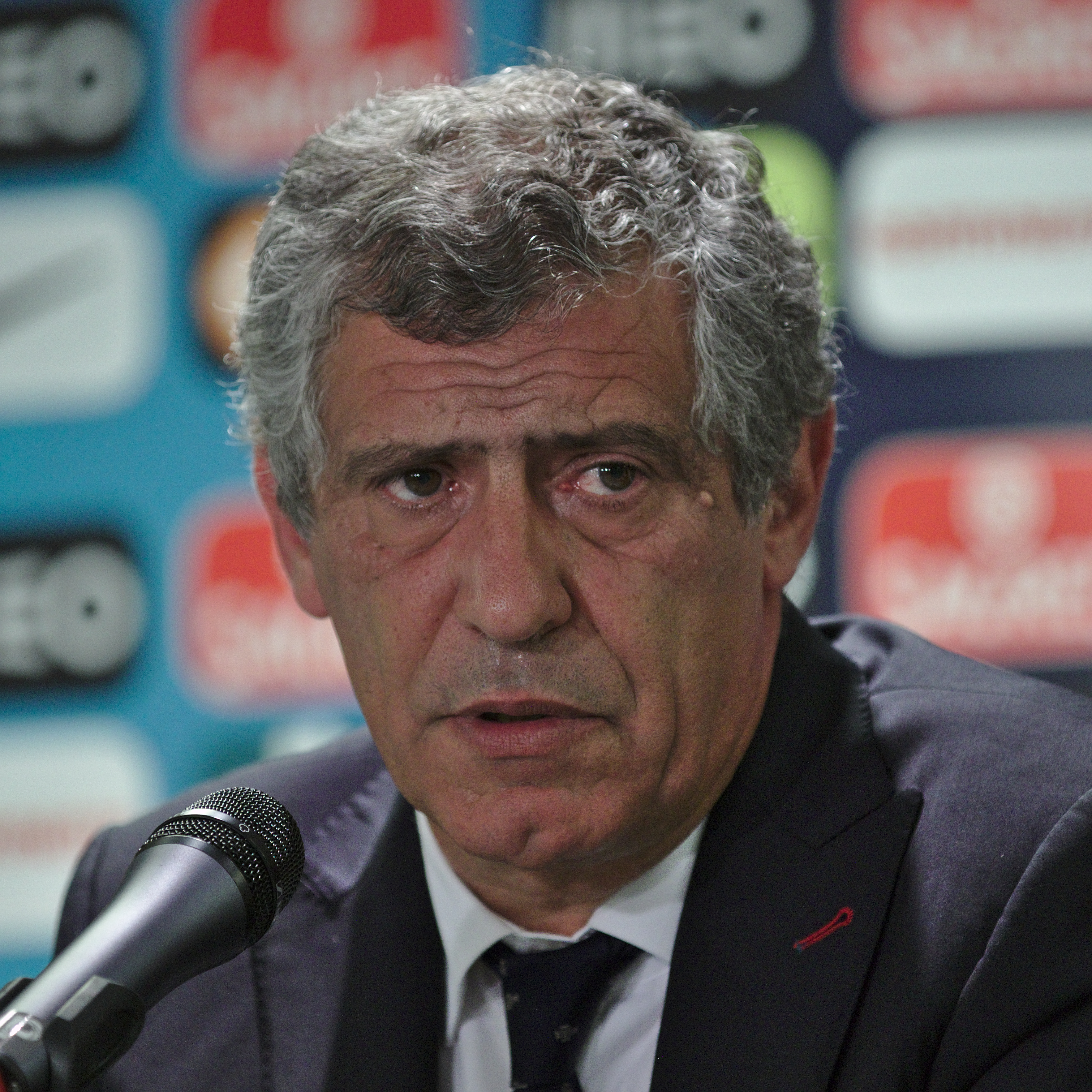
Fernando Santos, primo allenatore a vincere un trofeo internazionale con la nazionale portoghese.

- 1972-1974: José Augusto de Almeida
- 1974-1977: José Maria Pedroto

- 1977-1978: Júlio Cernadas Pereira
- 1978-1980: Mário Wilson
- 1980-1982: Júlio Cernadas Pereira
- 1982-1983: Otto Glória
- 1983-1984: Fernando Cabrita, António Morais, António Oliveira, "Toni" e José Augusto
- 1984-1986: José Torres
- 1986-1987: Rui Seabra
- 1987-1989: Júlio Cernadas Pereira
- 1989-1989: Artur Jorge
- 1989-1993: Carlos Queiroz
- 1993-1994: Nelo Vingada
- 1994-1996: António Oliveira
- 1996-1997: Artur Jorge
- 1998-2000: Humberto Coelho
- 2000-2002: António Oliveira
- 2002-2003: Agostinho Oliveira
- 2003-2008: Luiz Felipe Scolari
- 2008-2010: Carlos Queiroz
- 2010: Agostinho Oliveira (ad interim)
- 2010-2014: Paulo Bento
- 2014-2022: Fernando Santos
- 2023-: Roberto Martínez

## Confronti con le altre nazionali

### Tutti i confronti
|  | Bilancio positivo (maggior numero di vittorie)             |
|  | Bilancio neutro (numero di vittorie = numero di sconfitte) |
|  | Bilancio negativo (maggior numero di sconfitte)            |

Dati aggiornati al 18 novembre 2024.
| Nazionale            | G  | V  | N  | P  | RF | RS | DR  |
| -------------------- | -- | -- | -- | -- | -- | -- | --- |
| Albania              | 7  | 5  | 1  | 1  | 13 | 5  | +8  |
| Algeria              | 1  | 1  | 0  | 0  | 3  | 0  | +3  |
| Andorra              | 6  | 6  | 0  | 0  | 29 | 1  | +28 |
| Angola               | 3  | 3  | 0  | 0  | 12 | 1  | +11 |
| Arabia Saudita       | 2  | 2  | 0  | 0  | 6  | 0  | +6  |
| Argentina            | 8  | 2  | 1  | 5  | 7  | 13 | −6  |
| Armenia              | 6  | 4  | 2  | 0  | 9  | 4  | +5  |
| Austria              | 11 | 2  | 6  | 3  | 11 | 19 | −8  |
| Azerbaigian          | 8  | 7  | 1  | 0  | 22 | 1  | +21 |
| Belgio               | 19 | 6  | 7  | 6  | 21 | 22 | −1  |
| Bolivia              | 1  | 1  | 0  | 0  | 4  | 0  | +4  |
| Bosnia ed Erzegovina | 6  | 5  | 1  | 0  | 16 | 2  | +14 |
| Brasile              | 20 | 4  | 3  | 13 | 16 | 38 | −22 |
| Bulgaria             | 13 | 4  | 3  | 6  | 16 | 18 | −2  |
| Camerun              | 2  | 2  | 0  | 0  | 8  | 2  | +6  |
| Canada               | 2  | 1  | 1  | 0  | 5  | 2  | +3  |
| Capo Verde           | 3  | 1  | 1  | 1  | 4  | 3  | +1  |
| Cile                 | 4  | 2  | 2  | 0  | 9  | 4  | +5  |
| Cina                 | 2  | 2  | 0  | 0  | 4  | 0  | +4  |
| Cipro                | 11 | 10 | 1  | 0  | 35 | 6  | +29 |
| Corea del Nord       | 2  | 2  | 0  | 0  | 12 | 3  | +9  |
| Corea del Sud        | 2  | 0  | 0  | 2  | 1  | 3  | −2  |
| Costa d'Avorio       | 1  | 0  | 1  | 0  | 0  | 0  | 0   |
| Croazia              | 10 | 7  | 2  | 1  | 19 | 8  | +11 |
| Danimarca            | 16 | 11 | 2  | 3  | 32 | 18 | +14 |
| Ecuador              | 2  | 1  | 0  | 1  | 5  | 3  | +2  |
| Egitto               | 4  | 3  | 0  | 1  | 9  | 3  | +6  |
| Estonia              | 8  | 7  | 1  | 0  | 25 | 1  | +24 |
| Fær Øer              | 3  | 3  | 0  | 0  | 16 | 1  | +15 |
| Finlandia            | 11 | 6  | 4  | 1  | 18 | 8  | +10 |
| Francia              | 28 | 6  | 3  | 19 | 31 | 52 | −21 |
| Gabon                | 1  | 0  | 1  | 0  | 2  | 2  | 0   |
| Galles               | 4  | 3  | 0  | 1  | 9  | 4  | +5  |
| Georgia              | 1  | 0  | 0  | 1  | 0  | 2  | -2  |
| Germania             | 19 | 3  | 5  | 11 | 18 | 33 | −15 |
| Ghana                | 2  | 2  | 0  | 0  | 5  | 3  | +2  |
| Gibilterra           | 1  | 1  | 0  | 0  | 5  | 0  | +5  |
| Grecia               | 14 | 4  | 5  | 5  | 16 | 18 | −2  |
| Inghilterra          | 23 | 3  | 10 | 10 | 25 | 46 | −21 |
| Iran                 | 3  | 2  | 1  | 0  | 6  | 1  | +5  |
| Irlanda              | 16 | 9  | 3  | 4  | 25 | 11 | +14 |
| Irlanda del Nord     | 13 | 4  | 7  | 2  | 14 | 13 | +1  |
| Islanda              | 5  | 4  | 1  | 0  | 12 | 5  | +7  |
| Israele              | 7  | 4  | 2  | 1  | 16 | 9  | +7  |
| Italia               | 28 | 6  | 4  | 18 | 23 | 51 | −28 |
| Kazakistan           | 3  | 3  | 0  | 0  | 6  | 1  | +5  |
| Kuwait               | 2  | 1  | 1  | 0  | 9  | 1  | +8  |
| Lettonia             | 6  | 6  | 0  | 0  | 18 | 4  | +14 |
| Liechtenstein        | 9  | 8  | 1  | 0  | 41 | 3  | +38 |
| Lituania             | 4  | 4  | 0  | 0  | 20 | 3  | +17 |
| Lussemburgo          | 21 | 19 | 1  | 1  | 74 | 8  | +66 |
| Macedonia del Nord   | 3  | 2  | 1  | 0  | 3  | 0  | +3  |
| Malta                | 10 | 9  | 1  | 0  | 28 | 5  | +23 |
| Marocco              | 3  | 1  | 0  | 2  | 2  | 4  | -2  |
| Messico              | 5  | 3  | 2  | 0  | 7  | 4  | +3  |
| Moldavia             | 1  | 1  | 0  | 0  | 3  | 0  | +3  |
| Mozambico            | 2  | 2  | 0  | 0  | 5  | 1  | +4  |
| Nigeria              | 1  | 1  | 0  | 0  | 4  | 0  | +4  |
| Norvegia             | 11 | 8  | 2  | 1  | 18 | 5  | +16 |
| Nuova Zelanda        | 1  | 1  | 0  | 0  | 4  | 0  | +4  |
| Paesi Bassi          | 14 | 8  | 4  | 2  | 16 | 10 | +6  |
| Panama               | 1  | 1  | 0  | 0  | 2  | 0  | +2  |
| Paraguay             | 1  | 0  | 1  | 0  | 0  | 0  | 0   |
| Polonia              | 15 | 7  | 5  | 3  | 26 | 15 | +11 |
| Qatar                | 2  | 2  | 0  | 0  | 6  | 1  | +5  |
| Rep. Ceca            | 6  | 5  | 0  | 1  | 12 | 3  | +9  |
| Romania              | 11 | 5  | 2  | 4  | 11 | 9  | +2  |
| Russia               | 7  | 4  | 1  | 2  | 11 | 3  | +8  |
| Scozia               | 17 | 8  | 4  | 4  | 23 | 15 | +8  |
| Serbia               | 8  | 3  | 4  | 1  | 14 | 11 | +3  |
| Slovacchia           | 6  | 5  | 1  | 0  | 11 | 3  | +8  |
| Slovenia             | 2  | 0  | 1  | 1  | 0  | 2  | -2  |
| Spagna               | 40 | 6  | 17 | 17 | 45 | 77 | −32 |
| Stati Uniti          | 7  | 2  | 3  | 2  | 8  | 8  | 0   |
| Sudafrica            | 2  | 2  | 0  | 0  | 5  | 1  | +4  |
| Svezia               | 21 | 8  | 6  | 7  | 30 | 31 | −1  |
| Svizzera             | 26 | 10 | 5  | 11 | 40 | 35 | +5  |
| Tunisia              | 2  | 0  | 2  | 0  | 3  | 3  | 0   |
| Turchia              | 10 | 8  | 0  | 2  | 22 | 9  | +13 |
| Ucraina              | 4  | 1  | 1  | 2  | 3  | 4  | -1  |
| Ungheria             | 14 | 10 | 4  | 0  | 33 | 10 | +23 |
| Uruguay              | 4  | 2  | 1  | 1  | 7  | 3  | +4  |
| Nazionali scomparse  |    |    |    |    |    |    |     |
| Cecoslovacchia       | 9  | 3  | 3  | 3  | 7  | 10 | −3  |
| Germania Est         | 3  | 2  | 0  | 1  | 6  | 5  | +1  |
| Jugoslavia           | 5  | 3  | 0  | 2  | 10 | 12 | −2  |
| Unione Sovietica     | 4  | 3  | 0  | 1  | 4  | 6  | −2  |

### Confronti più frequenti
Questi sono i saldi del Portogallo nei confronti delle nazionali con cui sono stati disputati almeno 10 incontri.
- Nota bene: come previsto dai regolamenti FIFA, le partite terminate ai rigori dopo i tempi supplementari sono considerate pareggi.

#### Saldo positivo
| Nazionale        | Giocate | Vinte | Nulle | Perse | Reti Fatte | Reti Subite | Differenza | Ultima vittoria   | Ultimo pari      | Ultima sconfitta |
| ---------------- | ------- | ----- | ----- | ----- | ---------- | ----------- | ---------- | ----------------- | ---------------- | ---------------- |
| Svezia           | 21      | 8     | 6     | 7     | 30         | 31          | –1         | 21 marzo 2024     | 28 marzo 2009    | 28 marzo 2017    |
| Lussemburgo      | 21      | 19    | 1     | 1     | 74         | 8           | +66        | 11 settembre 2023 | 26 ottobre 1991  | 8 ottobre 1961   |
| Danimarca        | 18      | 12    | 2     | 4     | 37         | 21          | +16        | 23 marzo 2025     | 5 settembre 2009 | 20 marzo 2025    |
| Scozia           | 17      | 9     | 4     | 4     | 23         | 15          | +8         | 8 settembre 2024  | 15 ottobre 2024  | 26 marzo 1980    |
| Irlanda          | 15      | 8     | 3     | 4     | 22         | 11          | +11        | 1º settembre 2021 | 11 novembre 2021 | 9 febbraio 2005  |
| Polonia          | 15      | 7     | 5     | 3     | 26         | 15          | +11        | 15 novembre 2024  | 20 novembre 2018 | 11 ottobre 2006  |
| Paesi Bassi      | 14      | 8     | 4     | 2     | 16         | 10          | +6         | 9 giugno 2019     | 14 agosto 2013   | 26 marzo 2018    |
| Ungheria         | 14      | 10    | 4     | 0     | 33         | 10          | +23        | 15 giugno 2021    | 22 giugno 2016   | –                |
| Irlanda del Nord | 13      | 4     | 7     | 2     | 14         | 13          | +1         | 6 settembre 2013  | 16 ottobre 2012  | 29 aprile 1981   |
| Cipro            | 11      | 10    | 1     | 0     | 35         | 6           | +29        | 3 giugno 2017     | 3 settembre 2010 | –                |
| Norvegia         | 11      | 8     | 2     | 1     | 18         | 5           | +13        | 29 maggio 2016    | 20 aprile 1994   | 7 settembre 2010 |
| Romania          | 11      | 5     | 2     | 4     | 11         | 9           | +2         | 17 giugno 2000    | 8 settembre 1999 | 10 ottobre 1991  |
| Finlandia        | 11      | 6     | 4     | 1     | 18         | 8           | +10        | 4 giugno 2024     | 21 novembre 2007 | 27 marzo 2002    |
| Malta            | 10      | 9     | 1     | 0     | 28         | 5           | +23        | 14 ottobre 2009   | 29 marzo 1987    | –                |
| Turchia          | 10      | 8     | 0     | 2     | 22         | 9           | +13        | 22 giugno 2024    | –                | 2 giugno 2012    |
| Croazia          | 10      | 7     | 2     | 1     | 19         | 8           | +11        | 5 settembre 2024  | 18 novembre 2024 | 8 giugno 2024    |

#### Saldo neutro
| Nazionale | Giocate | Vinte | Nulle | Perse | Reti Fatte | Reti Subite | Differenza | Ultima vittoria | Ultimo pari   | Ultima sconfitta |
| --------- | ------- | ----- | ----- | ----- | ---------- | ----------- | ---------- | --------------- | ------------- | ---------------- |
| Belgio    | 19      | 6     | 7     | 6     | 21         | 23          | -2         | 29 marzo 2016   | 2 giugno 2018 | 27 giugno 2021   |

#### Saldo negativo
| Nazionale   | Giocate | Vinte | Nulle | Perse | Reti Fatte | Reti Subite | Differenza | Ultima vittoria   | Ultimo pari      | Ultima sconfitta  |
| ----------- | ------- | ----- | ----- | ----- | ---------- | ----------- | ---------- | ----------------- | ---------------- | ----------------- |
| Spagna      | 41      | 6     | 18    | 17    | 47         | 79          | -31        | 17 novembre 2010  | 8 giugno 2025    | 27 settembre 2022 |
| Francia     | 29      | 6     | 4     | 19    | 31         | 52          | -21        | 10 luglio 2016    | 5 luglio 2024    | 14 novembre 2020  |
| Italia      | 27      | 6     | 3     | 18    | 23         | 51          | -28        | 10 settembre 2018 | 17 novembre 2018 | 6 febbraio 2008   |
| Svizzera    | 26      | 10    | 5     | 11    | 40         | 35          | +5         | 6 dicembre 2022   | 31 marzo 1993    | 12 giugno 2022    |
| Inghilterra | 23      | 3     | 10    | 10    | 25         | 46          | -21        | 12 giugno 2000    | 1º luglio 2006   | 2 giugno 2016     |
| Brasile     | 20      | 4     | 3     | 13    | 16         | 38          | -22        | 6 febbraio 2007   | 25 giugno 2010   | 19 novembre 2008  |
| Germania    | 20      | 4     | 5     | 11    | 19         | 35          | -14        | 4 giugno 2025     | 6 settembre 1997 | 19 giugno 2021    |
| Grecia      | 14      | 4     | 5     | 5     | 16         | 18          | -2         | 27 marzo 1996     | 31 maggio 2014   | 26 marzo 2008     |
| Bulgaria    | 13      | 4     | 3     | 6     | 16         | 18          | -2         | 11 novembre 1992  | 15 aprile 1981   | 25 marzo 2016     |
| Austria     | 11      | 2     | 6     | 3     | 11         | 19          | -8         | 13 novembre 1994  | 18 giugno 2016   | 21 novembre 1979  |

## Palmarès
- Campionato d'Europa: 1

Francia 2016
- UEFA Nations League: 2  (record)

2018-2019; 2024-2025

## Partecipazioni ai tornei internazionali
Legenda: Grassetto: Risultato migliore, Corsivo: Mancate partecipazioni

## Statistiche dettagliate sui tornei internazionali

### Campionato del mondo
| Anno | Luogo                    | Piazzamento      | V | N | P | Gol  |
| ---- | ------------------------ | ---------------- | - | - | - | ---- |
| 1930 | Uruguay                  | Non partecipante | - | - | - | -    |
| 1934 | Italia                   | Non qualificata  | - | - | - | -    |
| 1938 | Francia                  | Non qualificata  | - | - | - | -    |
| 1950 | Brasile                  | Non qualificata  | - | - | - | -    |
| 1954 | Svizzera                 | Non qualificata  | - | - | - | -    |
| 1958 | Svezia                   | Non qualificata  | - | - | - | -    |
| 1962 | Cile                     | Non qualificata  | - | - | - | -    |
| 1966 | Inghilterra              | Terzo posto      | 5 | 0 | 1 | 17:8 |
| 1970 | Messico                  | Non qualificata  | - | - | - | -    |
| 1974 | Germania Ovest           | Non qualificata  | - | - | - | -    |
| 1978 | Argentina                | Non qualificata  | - | - | - | -    |
| 1982 | Spagna                   | Non qualificata  | - | - | - | -    |
| 1986 | Messico                  | Primo turno      | 1 | 0 | 2 | 2:4  |
| 1990 | Italia                   | Non qualificata  | - | - | - | -    |
| 1994 | Stati Uniti              | Non qualificata  | - | - | - | -    |
| 1998 | Francia                  | Non qualificata  | - | - | - | -    |
| 2002 | Corea del Sud / Giappone | Primo turno      | 1 | 0 | 2 | 6:4  |
| 2006 | Germania                 | Quarto posto     | 4 | 1 | 2 | 7:5  |
| 2010 | Sudafrica                | Ottavi di finale | 1 | 2 | 1 | 7:1  |
| 2014 | Brasile                  | Primo turno      | 1 | 1 | 1 | 4:7  |
| 2018 | Russia                   | Ottavi di finale | 1 | 2 | 1 | 6:6  |
| 2022 | Qatar                    | Quarti di finale | 3 | 0 | 2 | 12:6 |

### Campionato europeo
| Anno | Luogo                | Piazzamento      | V | N | P | Gol  |
| ---- | -------------------- | ---------------- | - | - | - | ---- |
| 1960 | Francia              | Non qualificata  | - | - | - | -    |
| 1964 | Spagna               | Non qualificata  | - | - | - | -    |
| 1968 | Italia               | Non qualificata  | - | - | - | -    |
| 1972 | Belgio               | Non qualificata  | - | - | - | -    |
| 1976 | Jugoslavia           | Non qualificata  | - | - | - | -    |
| 1980 | Italia               | Non qualificata  | - | - | - | -    |
| 1984 | Francia              | Semifinali       | 1 | 2 | 1 | 4:4  |
| 1988 | Germania Ovest       | Non qualificata  | - | - | - | -    |
| 1992 | Svezia               | Non qualificata  | - | - | - | -    |
| 1996 | Inghilterra          | Quarti di finale | 2 | 1 | 1 | 5:2  |
| 2000 | Belgio / Paesi Bassi | Semifinali       | 4 | 0 | 1 | 10:3 |
| 2004 | Portogallo           | Secondo posto    | 3 | 1 | 2 | 8:6  |
| 2008 | Austria / Svizzera   | Quarti di finale | 2 | 0 | 2 | 7:6  |
| 2012 | Polonia / Ucraina    | Semifinali       | 3 | 1 | 1 | 6:4  |
| 2016 | Francia              | Campione         | 3 | 4 | 0 | 9:5  |
| 2020 | Europa               | Ottavi di finale | 1 | 1 | 2 | 7:7  |
| 2024 | Germania             | Quarti di finale | 2 | 2 | 1 | 5:3  |

### Confederations Cup
| Anno | Luogo                    | Piazzamento     | V | N | P | Reti |
| ---- | ------------------------ | --------------- | - | - | - | ---- |
| 1992 | Arabia Saudita           | Non invitata    | - | - | - | -    |
| 1995 | Arabia Saudita           | Non invitata    | - | - | - | -    |
| 1997 | Arabia Saudita           | Non qualificata | - | - | - | -    |
| 1999 | Messico                  | Non qualificata | - | - | - | -    |
| 2001 | Corea del Sud / Giappone | Non qualificata | - | - | - | -    |
| 2003 | Francia                  | Non qualificata | - | - | - | -    |
| 2005 | Germania                 | Non qualificata | - | - | - | -    |
| 2009 | Sudafrica                | Non qualificata | - | - | - | -    |
| 2013 | Brasile                  | Non qualificata | - | - | - | -    |
| 2017 | Russia                   | Terzo posto     | 3 | 2 | 0 | 9:3  |

### Nations League
| Anno      | Luogo       | Piazzamento  | V | N | P | Gol   |
| --------- | ----------- | ------------ | - | - | - | ----- |
| 2018-2019 | Portogallo  | Campione     | 4 | 2 | 0 | 9:4   |
| 2020-2021 | Italia      | 5° in Lega A | 4 | 1 | 1 | 12:4  |
| 2022-2023 | Paesi Bassi | 6° in Lega A | 3 | 1 | 2 | 11:3  |
| 2024-2025 | Germania    | Campione     | 6 | 3 | 1 | 22:11 |

### Giochi olimpici
| Anno | Luogo     | Piazzamento      | V | N | P | Gol |
| ---- | --------- | ---------------- | - | - | - | --- |
| 1924 | Parigi    | Non partecipante | - | - | - | -   |
| 1928 | Amsterdam | Quarti di finale | 2 | 0 | 1 | 7:5 |
| 1936 | Berlino   | Non partecipante | - | - | - | -   |
| 1948 | Londra    | Non partecipante | - | - | - | -   |

Nota: per le informazioni sui risultati ai Giochi olimpici nelle edizioni successive al 1948 visionare la pagina della Nazionale olimpica.

## Tutte le rose

### Mondiali
Coppa del Mondo FIFA 19661 Américo, 2 Carvalho, 3 Pereira, 4 Vicente, 5 Germano, 6 Peres, 7 Figueiredo, 8 Lourenço, 9 Hilário, 10 Coluna, 11 Simões, 12 J. Augusto, 13 Eusébio, 14 Cruz, 15 Duarte, 16 Graça, 17 Morais, 18 Torres, 19 Pinto, 20 Baptista, 21 J. Carlos, 22 Festa, CT: Glória
Coppa del Mondo FIFA 19861 Bento, 2 J.D. Pinto, 3 Sousa, 4 Ribeiro, 5 Álvaro, 6 C. Manuel, 7 Pacheco, 8 Frederico, 9 F. Gomes, 10 Futre, 11 Bandeirinha, 12 J. Martins, 13 Morato, 14 Magalhães, 15 A. Oliveira, 16 J. Antonio, 17 Diamantino, 18 Sobrinho, 19 Águas, 20 Inácio, 21 André, 22 Damas, CT: Torres
Coppa del Mondo FIFA 20021 Baía, 2 J. Costa, 3 Xavier, 4 Caneira, 5 Couto, 6 Sousa, 7 Figo, 8 Pinto, 9 Pauleta, 10 Rui Costa, 11 Conceição, 12 Viana, 13 Andrade, 14 Barbosa, 15 Nélson, 16 Ricardo, 17 Bento, 18 Frechaut, 19 Capucho, 20 Petit, 21 Nuno Gomes, 22 Beto, 23 Rui Jorge, CT: Oliveira
Coppa del Mondo FIFA 20061 Ricardo, 2 Ferreira, 3 Caneira, 4 Costa, 5 Meira, 6 Costinha, 7 Figo, 8 Petit, 9 Pauleta, 10 Viana, 11 Simão, 12 Quim, 13 Miguel, 14 Valente, 15 Boa Morte, 16 Carvalho, 17 Ronaldo, 18 Maniche, 19 Tiago, 20 Deco, 21 Nuno Gomes, 22 Paulo Santos, 23 Postiga, CT: Scolari
Coppa del Mondo FIFA 20101 Eduardo, 2 Alves, 3 Ferreira, 4 Rolando, 5 Duda, 6 Carvalho, 7 Ronaldo, 8 Mendes, 9 Liédson, 10 Danny, 11 Simão, 12 Beto, 13 Miguel, 14 Veloso, 15 Pepe, 16 Meireles, 17 Amorim, 18 Almeida, 19 Tiago, 20 Deco, 21 Costa, 22 Fernandes, 23 Coentrão, CT: Queiroz
Coppa del Mondo FIFA 20141 Eduardo, 2 Alves, 3 Pepe, 4 Veloso, 5 Coentrão, 6 William, 7 Ronaldo, 8 Moutinho, 9 H. Almeida, 10 Vieirinha, 11 Éder, 12 Rui Patrício, 13 Costa, 14 Neto, 15 Rafa, 16 Meireles, 17 Nani, 18 Varela, 19 A. Almeida, 20 Amorim, 21 Pereira, 22 Beto, 23 Postiga, CT: Bento
Coppa del Mondo FIFA 20181 R. Patrício, 2 Alves, 3 Pepe, 4 M. Fernandes, 5 Guerreiro, 6 Fonte, 7 Ronaldo, 8 Moutinho, 9 André Silva, 10 João Mário, 11 B. Silva, 12 Lopes, 13 Dias, 14 William, 15 Ricardo, 16 B. Fernandes, 17 Guedes, 18 Gelson M., 19 Mário Rui, 20 Quaresma, 21 Cédric, 22 Beto, 23 Adrien S., CT: Santos
Coppa del Mondo FIFA 20221 Rui Patrício, 2 Dalot, 3 Pepe, 4 Dias, 5 Guerreiro, 6 Palhinha, 7 Ronaldo, 8 Fernandes, 9 André Silva, 10 Bernardo Silva, 11 João Félix, 12 Sá, 13 Danilo, 14 William, 15 Leão, 16 Vitinha, 17 João Mário, 18 Neves, 19 Nuno Mendes, 20 Cancelo, 21 Horta, 22 Costa, 23 Nunes, 24 António Silva, 25 Otávio, 26 Ramos, CT: Santos

### Europei
Campionato d'Europa UEFA 19841 Bento, 2 Nené, 3 Jordão, 4 Chalana, 5 Vermelhinho, 6 F. Gomes, 7 C. Manuel, 8 Veloso, 9 J.D. Pinto, 10 Lima Pereira, 11 Eurico, 12 J. Martins, 13 A. Sousa, 14 Frasco, 15 Pacheco, 16 Bastos Lopes, 17 Álvaro, 18 E. Luís, 19 Diamantino, 20 Damas, CT: Cabrita
Campionato d’Europa UEFA 19961 Baía, 2 Secretário, 3 Paulinho Santos, 4 Oceano, 5 F. Couto, 6 J. Tavares, 7 Paneira, 8 João Pinto, 9 Sá Pinto, 10 Rui Costa, 11 Cadete, 12 Castro, 13 Dimas, 14 P. Barbosa, 15 Domingos, 16 Hélder, 17 Porfírio, 18 Folha, 19 Paulo Sousa, 20 Figo, 21 Paulo Madeira, 22 Rui Correia, CT: Oliveira
Campionato d'Europa UEFA 20001 Baía, 2 J. Costa, 3 Rui Jorge, 4 Vidigal, 5 F. Couto, 6 Paulo Sousa, 7 Figo, 8 João Pinto, 9 Sá Pinto, 10 Rui Costa, 11 S. Conceição, 12 P. Espinha, 13 Dimas, 14 Abel Xavier, 15 Costinha, 16 Beto, 17 P. Bento, 18 Pauleta, 19 Capucho, 20 Secretário, 21 Nuno Gomes, 22 Quim, CT: Humberto Coelho
Campionato d'Europa UEFA 20041 Ricardo, 2 Ferreira, 3 Rui Jorge, 4 Andrade, 5 Couto, 6 Costinha, 7 Figo, 8 Petit, 9 Pauleta, 10 Rui Costa, 11 Simão, 12 Quim, 13 Miguel, 14 Nuno Valente, 15 Beto, 16 Carvalho, 17 Ronaldo, 18 Maniche, 19 Tiago, 20 Deco, 21 Nuno Gomes, 22 Moreira, 23 Postiga, CT: Scolari
Campionato d'Europa UEFA 20081 Ricardo, 2 Ferreira, 3 Alves, 4 Bosingwa, 5 Meira, 6 Meireles, 7 Ronaldo, 8 Petit, 9 Almeida, 10 Moutinho, 11 Simão, 12 Nuno, 13 Miguel, 14 Ribeiro, 15 Pepe, 16 Carvalho, 17 Quaresma, 18 Veloso, 19 Nani, 20 Deco, 21 Nuno Gomes, 22 Rui Patrício, 23 Postiga, CT: Scolari
Campionato d'Europa UEFA 20121 Eduardo, 2 Alves, 3 Pepe, 4 Veloso, 5 Coentrão, 6 Custódio, 7 Ronaldo, 8 Moutinho, 9 Almeida, 10 Quaresma, 11 Nélson Oliveira, 12 Rui Patrício, 13 Costa, 14 Rolando, 15 Micael, 16 Meireles, 17 Nani, 18 Varela, 19 Lopes, 20 Viana, 21 Pereira, 22 Beto, 23 Postiga, CT: Bento
Campionato d'Europa UEFA 20161 Rui Patrício, 2 Alves, 3 Pepe, 4 Fonte, 5 Guerreiro, 6 Carvalho, 7 Ronaldo, 8 Moutinho, 9 Éder, 10 João Mário, 11 Vieirinha, 12 Lopes, 13 Danilo, 14 William, 15 Gomes, 16 Sanches, 17 Nani, 18 R. Silva, 19 Eliseu, 20 Quaresma, 21 Cédric, 22 Eduardo, 23 A. Silva, CT: Santos
Campionato d'Europa UEFA 20201 Rui Patrício, 2 Semedo, 3 Pepe, 4 Dias, 5 Guerreiro, 6 Fonte, 7 Ronaldo, 8 Moutinho, 9 A. Silva, 10 B. Silva, 11 Fernandes, 12 Lopes, 13 Danilo, 14 William, 15 Rafa Silva, 16 Sanches, 17 Guedes, 18 Neves, 19 Gonçalves, 20 Dalot, 21 Jota, 22 Rui Silva, 23 João Félix, 24 Sérgio, 25 Mendes, 26 Palhinha, CT: Santos
Campionato d'Europa UEFA 20241 Rui Patrício, 2 Semedo, 3 Pepe, 4 Dias, 5 Dalot, 6 Palhinha, 7 Ronaldo, 8 Fernandes, 9 Ramos, 10 B. Silva, 11 João Félix, 12 Sá, 13 Danilo, 14 Inácio, 15 J. Neves, 16 Nunes, 17 Leão, 18 R. Neves, 19 Mendes, 20 Cancelo, 21 Jota, 22 Costa, 23 Vitinha, 24 A. Silva, 25 Neto, 26 Conceição, CT: Martínez

### UEFA Nations League
Fase finale UEFA Nations League 2018-20191 R. Patrício, 2 Cancelo, 3 Pepe, 4 Dias, 5 Guerreiro, 6 Fonte, 7 Ronaldo, 8 Moutinho, 9 Dyego, 10 B. Silva, 11 Jota, 12 Sá, 13 Danilo, 14 William, 15 R. Silva, 16 B. Fernandes, 17 Guedes, 18 Neves, 19 Mário Rui, 20 Semedo, 21 Pizzi, 22 Beto, 23 João Félix, CT: Santos
Fase finale UEFA Nations League 2024-20251 Costa, 2 Semedo, 3 Dias, 4 A. Silva, 5 Dalot, 6 Palhinha, 7 Ronaldo, 8 Fernandes, 9 Ramos, 10 B. Silva, 11 João Félix, 12 Sá, 13 Veiga, 14 Inácio, 15 J. Neves, 16 Trincão, 17 Leão, 18 R. Neves, 19 Gonçalves, 20 Neto, 21 Jota, 22 Rui Silva, 23 Vitinha, 24 Mora, 25 Mendes, 26 Conceição, CT: Martínez

### Confederations Cup
FIFA Confederations Cup 20171 Rui Patrício, 2 Alves, 3 Pepe, 4 Neto, 5 Guerreiro, 6 Fonte, 7 Ronaldo, 8 Moutinho, 9 André Silva, 10 B. Silva, 11 Semedo, 12 Sá, 13 Danilo, 14 William, 15 Gomes, 16 Pizzi, 17 Nani, 18 Martins, 19 Eliseu, 20 Quaresma, 21 Cédric, 22 Beto, 23 Adrien S., CT: Santos

### Giochi olimpici
Calcio ai Giochi Olimpici Estivi 1928P Cipriano, P Roquete, D Alves, D Carvalho, D José, D Vieira, C Matos, C L. Santos, C A. Silva, C Tamanqueiro, A A. Martins, A J. Martins, A Mota, A Ornelas, A Pepe, A Ramos, A J. Santos, A V. Silva, A Tavares, CT: de Oliveira
Nota: per le informazioni sui risultati ai Giochi olimpici nelle edizioni successive al 1948 visionare la pagina della Nazionale olimpica.

## Rosa attuale
Lista dei giocatori convocati da Roberto Martínez per le partite della Final Four di UEFA Nations League del 4 e 8 giugno 2025.
Presenze e reti aggiornate al momento delle convocazioni.
|  | P | Diogo Costa         | 19 settembre 1999 | 34  | -25 | Porto               |  |  |
|  | P | José Sá             | 17 gennaio 1993   | 3   | -3  | Wolverhampton       |  |  |
|  | P | Rui Silva           | 7 febbraio 1994   | 1   | 0   | Betis               |  |  |
|  |   |                     |                   |     |     |                     |  |  |
|  | D | Rúben Dias          | 14 maggio 1997    | 66  | 3   | Manchester City     |  |  |
|  | D | Nélson Semedo       | 16 novembre 1993  | 42  | 0   | Wolverhampton       |  |  |
|  | D | Nuno Mendes         | 19 giugno 2002    | 35  | 0   | Paris Saint-Germain |  |  |
|  | D | Diogo Dalot         | 18 marzo 1999     | 29  | 3   | Manchester Utd      |  |  |
|  | D | António Silva       | 30 ottobre 2003   | 17  | 0   | Benfica             |  |  |
|  | D | Gonçalo Inácio      | 25 agosto 2001    | 14  | 2   | Sporting Lisbona    |  |  |
|  | D | Renato Veiga        | 29 luglio 2003    | 4   | 0   | Juventus            |  |  |
|  | D | Nuno Tavares        | 26 gennaio 2000   | 1   | 0   | Lazio               |  |  |
|  |   |                     |                   |     |     |                     |  |  |
|  | C | Bernardo Silva      | 10 agosto 1994    | 100 | 13  | Manchester City     |  |  |
|  | C | Bruno Fernandes     | 8 settembre 1994  | 78  | 25  | Manchester Utd      |  |  |
|  | C | Rúben Neves         | 13 marzo 1997     | 56  | 0   | Al-Hilal            |  |  |
|  | C | João Palhinha       | 9 luglio 1995     | 33  | 2   | Bayern Monaco       |  |  |
|  | C | Vitinha             | 13 febbraio 2000  | 27  | 0   | Paris Saint-Germain |  |  |
|  | C | João Neves          | 27 settembre 2004 | 14  | 0   | Paris Saint-Germain |  |  |
|  | C | Pedro Gonçalves     | 28 giugno 1998    | 3   | 0   | Sporting Lisbona    |  |  |
|  |   |                     |                   |     |     |                     |  |  |
|  | A | Cristiano Ronaldo   | 5 febbraio 1985   | 219 | 136 | Al-Nassr            |  |  |
|  | A | João Félix          | 20 novembre 1999  | 45  | 9   | Milan               |  |  |
|  | A | Rafael Leão         | 10 giugno 1999    | 39  | 5   | Milan               |  |  |
|  | A | Gonçalo Ramos       | 20 giugno 2001    | 15  | 9   | Paris Saint-Germain |  |  |
|  | A | Pedro Neto          | 9 marzo 2000      | 15  | 2   | Chelsea             |  |  |
|  | A | Francisco Trincão   | 29 dicembre 1999  | 10  | 2   | Sporting Lisbona    |  |  |
|  | A | Francisco Conceição | 14 dicembre 2002  | 9   | 1   | Juventus            |  |  |
|  | A | Rodrigo Mora        | 5 maggio 2007     | 0   | 0   | Porto               |  |  |

## Record individuali
Dati aggiornati all'8 giugno 2025.

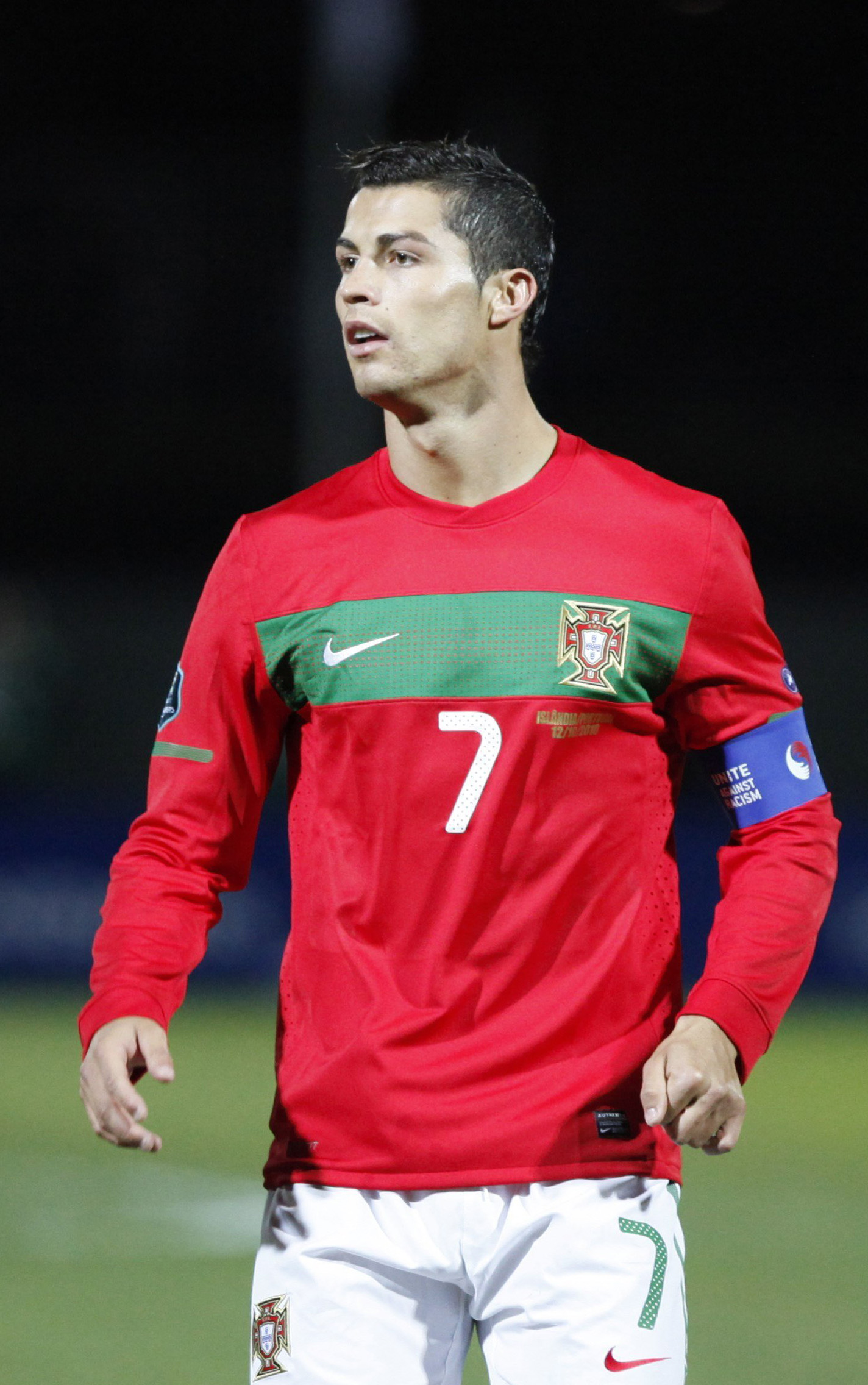
Cristiano Ronaldo, detentore dei primati di presenze e di reti con la nazionale portoghese

- Il grassetto indica giocatori ancora in attività in nazionale.

### Record di presenze
| Pos. | Nome              | Presenze | Reti | Periodo   |
| ---- | ----------------- | -------- | ---- | --------- |
| 1    | Cristiano Ronaldo | 221      | 138  | 2003-     |
| 2    | João Moutinho     | 146      | 7    | 2005-2022 |
| 3    | Pepe              | 141      | 8    | 2007-2024 |
| 4    | Luís Figo         | 127      | 32   | 1991-2006 |
| 5    | Nani              | 112      | 24   | 2006-2017 |
| 6    | Fernando Couto    | 110      | 8    | 1990-2004 |
| 7    | Rui Patrício      | 108      | 0    | 2010-     |
| 8    | Bernardo Silva    | 102      | 13   | 2015-     |
| 9    | Bruno Alves       | 96       | 11   | 2007-2018 |
| 10   | Rui Costa         | 94       | 26   | 1993-2004 |

### Record di reti
| Pos. | Giocatore         | Reti | Presenze | Periodo   |
| ---- | ----------------- | ---- | -------- | --------- |
| 1    | Cristiano Ronaldo | 138  | 221      | 2003-     |
| 2    | Pauleta           | 47   | 88       | 1997-2006 |
| 3    | Eusébio           | 41   | 64       | 1961-1973 |
| 4    | Luís Figo         | 32   | 127      | 1991-2006 |
| 5    | Nuno Gomes        | 29   | 79       | 1996-2011 |
| 6    | Hélder Postiga    | 27   | 71       | 2003-2014 |
| 7    | Rui Costa         | 26   | 94       | 1993-2004 |
| 8    | Bruno Fernandes   | 25   | 80       | 2017-     |
| 9    | Nani              | 24   | 112      | 2006-2017 |
| 10   | João Pinto        | 23   | 81       | 1991-2002 |